# Rubén Alves
Rubén González Alves (Río de Janeiro, Brasil, 7 de septiembre de 1994), conocido deportivamente como Rubén Alves, es un futbolista español que juega de defensa en el Córdoba C. F. de la Segunda División de España.

## Trayectoria
Nacido en Río de Janeiro y criado en Bilbao, se formó en el fútbol base del Santutxu F. C., llegando a formar parte del primer equipo en la temporada 2014-15. En verano de 2015 se fue a la S. D. Amorebieta en la que permaneció durante dos temporadas.
En julio de 2017 se comprometió con el Barakaldo C. F. por dos años. Cumplió uno de ellos, ya que el siguiente estuvo en el C. D. Atlético Baleares con el que peleó por ascender a la Segunda División.
El 19 de julio de 2019 se unió a la U. D. Ibiza. Anotó dos goles durante la temporada y renovó por un año más. En esta segunda campaña lograron el ascenso a la Segunda División tras vencer en la final del play-off de ascenso al UCAM Murcia C. F. en el Nuevo Vivero. En su estreno en la categoría de plata del fútbol español disputó 27 partidos.
El 14 de junio de 2022 firmó por el Racing de Santander hasta junio de 2024. Pasado ese tiempo quedó libre y fichó por el C. D. Tenerife, con el que jugó doce partidos antes de ser cedido en enero de 2025 al Córdoba C. F.

## Clubes
| Club                          | País   | Año       |
| ----------------------------- | ------ | --------- |
| Santutxu F. C.                | España | 2013-2015 |
| S. D. Amorebieta              | España | 2015-2017 |
| Barakaldo C. F.               | España | 2017-2018 |
| C. D. Atlético Baleares       | España | 2018-2019 |
| U. D. Ibiza                   | España | 2019-2022 |
| Real Racing Club de Santander | España | 2022-2024 |
| C. D. Tenerife                | España | 2024-     |
| Córdoba C. F. (cedido)        | España | 2025-     |